# Michael Irby
Michael Clinton Irby (nacido el 16 de noviembre de 1972) es un actor estadounidense conocido por interpretar al sargento de primera clase Charles Gray en la serie de CBS The Unit (2006-2009) y, más recientemente, por su trabajo como Obispo 'Bishop' Losa en Mayans M.C. (2018–) y Cristóbal Sifuentes en la serie de HBO Barry (2018–).

## Primeros años y educación
Irby nació en Palm Springs, California, hijo de Ernie y Cynthia Ann Irby. Tiene ascendencia mixta mexicano-estadounidense y afroestadounidense y tiene dos hermanos, Jason y Ernest III.
Con un amor de toda la vida por el fútbol, jugó en Europa como parte del equipo de Estados Unidos antes de verse obligado a abandonarlo debido a una lesión.
Tras el final de su carrera futbolística, asistió a College of the Desert en Palm Desert, California y Orange Coast College en Costa Mesa, California. Su profesor de drama lo animó a seguir una carrera en teatro en la American Academy of Dramatic Arts, en la ciudad de Nueva York.

## Vida personal
Irby está casado con Susan Matus, a quien conoció mientras estudiaba en Nueva York. Tienen un hijo llamado Adison James Bear Irby.

## Filmografía
- Silent Prey (1997) como Asistente D.A. Oniz
- Law & Order (1999–2000, serie de televisión) como John Acosta / Diego Garza / Boca
- Mourning Glory (2001) como Luis
- Piñero (2001) como Reinaldo Povod
- The Last Castle (2001) como Enriquez
- MDs (2002, serie de televisión) como Jaime Lopez
- Haunted (2002, serie de televisión) como Dante
- CSI: Miami (2002, serie de televisión) como Ignatio Paez
- Final Draft (2003) como Elijah
- Klepto (2003) como Marco
- Line of Fire (2003–2005, serie de televisión) como Amiel Macarthur
- CSI: Nueva York (2004–2011, serie de televisión) como Kenny Hexton / Eduardo
- Flightplan (2005) como Obaid
- Once Upon a Wedding (2005) como Luis
- The Unit (2006–2009, serie de televisión) como Charles Grey
- Law Abiding Citizen (2009) como Detective Garza
- NCIS: Los Ángeles (2010, serie de televisión) como Montrell Perez
- 24 (2010, serie de televisión) como Adrion Bishop
- Lie to Me (2010, serie de televisión) como Ronnie Bacca
- Louis (2010) como Robichaux
- Faster (2010) como Vaquero
- Fast Five (2011) como Zizi
- Bones (2011, serie de televisión) como Oficial de Policía
- The Protector (2011, serie de televisión) como Roberto Casas
- Dirty People (2012) como Robert
- Common Law (2012, serie de televisión) como Jason
- El mentalista (2012, Temporada 5, Episodio 4: "Blood Feud") como Beltran
- K-11 (2012) como Lugarteniente Hernandez
- Person of Interest (2012, serie de televisión) como Fermin Ordoñez
- Elementary (2013, Temporada 1, Episodio 15: "A Giant Gun, Filled with Drugs") como Xande Diaz
- Vegas (2013, Temporada 1, Episodio 17: "Hollywood Ending") como Eddie Bade
- Hawaii Five-0 (2013, Temporada 3, Episodio 24: "Aloha, Malama Pono") como Rafael Salgado
- Almost Human (2013–2014, serie de televisión) como Detective Richard Paul
- Crisis (2014, serie de televisión) como Khani
- The Following (2015, serie de televisión) como Andrew Sharp
- CSI: Cyber (2015, serie de televisión) como Capitán de la Marina David Ortega M.D.
- True Detective (2015, serie de televisión) como Detective Elvis Ilinca
- Rosewood (2015, serie de televisión) como Agente Giordano
- Taken (2017, serie de televisión) como Scott
- SEAL Team (2017-2018, serie de televisión) como Adam Seaver
- Mayans M.C. (2018–2023, serie de televisión) como Obispo 'Bishop' Losa
- Barry (2018–2023, serie de televisión) como Cristobal Sifuentes
- Duke (2019) como Evelio
- Bolden! (2019)
- The Expanse (2020, serie de televisión) como Almirante Delgado
- Last Seen Alive (2022) como Oscar
- Fast X (2023) como Zizi (cameo, video de archivo)